# Carex angustispica
Espèce
Classification phylogénétique
Carex angustispica est une espèce de plantes du genre Carex et de la famille des Cyperaceae.